# Unternehmenskybernetik
Unternehmenskybernetik ist eine Ende der 1980er Jahre aufgekommene Variante der Wirtschafts- und Sozialkybernetik.
Grundsätzlich besteht der Ansatz der Unternehmenskybernetik darin, an der Nahtstelle von Ingenieur-, Betriebs- und Sozialwissenschaften Methoden und Erkenntnisse der Kybernetik für den Unternehmensalltag nutzbar zu machen.
Hierbei stellen die Verhaltensmuster und Wechselwirkungen zwischen Systemen und Subsystemen, die im Zusammenhang mit dem Wirken von Unternehmen in Erscheinung treten (Teams, Abteilungen, Werke, Unternehmen, Organisationen etc.), den Objektbereich dar.
Ziel ist es die Erkenntnisse der allgemeinen Kybernetik hinsichtlich der funktionalen Beschreibung dynamischer Systeme fachdisziplinübergreifend anzuwenden und so allgemeine Regeln für die Lenkung und Gestaltung von Unternehmen bereitzustellen.
Zu diesem Zweck beschäftigt sich die Unternehmenskybernetik primär mit denjenigen übergreifenden Unternehmensphänomenen, die bei einer einzeldisziplinären Herangehensweise (von z. B. Ingenieurs- oder Wirtschaftswissenschaften) als periphere, an den Schnittstellen zu den jeweils anderen Disziplinen gelegene Probleme betrachtet werden. Insofern geht es nicht darum, die einzeldisziplinäre Vorgehensweise zu ersetzen, sondern deren Detailsicht zu nutzen und mit einer die Wechselbeziehungen berücksichtigenden Gesamtsicht zu komplettieren.
Dementsprechend lässt sich Unternehmenskybernetik wie folgt definieren:

„Unternehmenskybernetik ist die anwendungsorientierte und integrativ angelegte, also transdisziplinäre Wissenschaftsdisziplin, die Unternehmen und Organisationen als offene, sozio-technische, ökonomische und vielfältig vernetzte Systeme betrachtet; aufgrund dieses ganzheitlichen, systemischen Ansatzes werden sowohl für die Beschreibung und Erklärung beobachteter Phänomene als auch zur Ableitung von Lenkungs- und Gestaltungsempfehlungen Methoden verschiedener Disziplinen, insbesondere aus Ingenieurs-, Wirtschafts- und Sozialwissenschaften angewendet und zusammen mit kybernetischen Methoden zu integrierten Methodenmodulen kombiniert.“

Die von Stafford Beer entwickelte Syntegration stellt eine Anwendung der Wissensvernetzung in Unternehmen im Sinne der Unternehmenskybernetik dar. Die Managementlehre von Beer bezieht sich auf das Management jeder Art von Organisationen und Institutionen im Profit- und Nonprofit-Bereich (→ Managementkybernetik).